# Alipes grandidieri
Alipes grandidieri är en mångfotingart som beskrevs av Lucas 1864. Alipes grandidieri ingår i släktet Alipes och familjen Scolopendridae.
Artens utbredningsområde är:
- Kenya.
- Tanzania.
- Uganda.

## Underarter
Arten delas in i följande underarter:
- A. g. integer
- A. g. grandidieri